# Autumn Variations
Autumn Variations è il nono album in studio del cantautore britannico Ed Sheeran, pubblicato il 29 settembre 2023 dalla Gingerbread Man Records.

## Descrizione
L'album presenta quattordici tracce scritte e prodotte dallo stesso cantante con Aaron Dessner, con la partecipazione di Matt Berninger e Bryce Dessner. Il cantante ha raccontato il significato dell'album e la scelta del titolo:

## Accoglienza
| Recensione          | Giudizio |
| ------------------- | -------- |
| NME                 |          |
| The Guardian        |          |
| The Independent     |          |
| The Irish Times     |          |
| The Daily Telegraph |          |

Autumn Variations ha ottenuto recensioni miste da parte della critica specializzata. Su Metacritic, sito che assegna un punteggio normalizzato su 100 in base a critiche selezionate, l'album ha ottenuto un punteggio medio di 62 basato su sei recensioni.
James Hall del Daily Telegraph ha dato il punteggio massimo all'album e lo ha definito «più corposo, più coinvolgente e più vario del leggermente monotono Subtract», opinando che «Sheeran suona come un David Gray sovralimentato. Cresciuto. Energico. Dimenticate l'autunno, questo sembra un album di nuove e luminose albe». Helen Brown di The Independent ha rilevato che Sheeran «si attiene allo stile busker'n'beats che lo ha reso l'artista maschile più venduto dell'ultimo decennio» e nell'album è «in modalità mellow, con gli occhi appannati, piuttosto che nella zona dancefloor più aggressiva di Collaborations».
Meno entusiasta Thomas Smith di NME, il quale ha scritto che «le sfumature e la specificità del cantautorato del suo ultimo album sono in gran parte assenti; invece Autumn Variations è simile allo scorrere senza meta su Instagram, con scatti sfocati di eventi frondosi dei follower che sfrecciano davanti a noi in uno stordimento distratto». Rachel Aroesti del The Guardian ha descritto l'album come «un'altra occasione per disperarsi per la colossale popolarità di una musica così orgogliosamente priva di immaginazione, fermamente non originale e priva di intelletto», con «testi mezzi sballati, arsicci persino per gli standard di Sheeran» e che «molti non fanno rima, non hanno scansione o non hanno nemmeno un senso basilare».

## Tracce
Testi e musiche di Edward Christopher Sheeran e Aaron Dessner, eccetto dove indicato.
1. Magical – 3:14
2. England – 3:46 (A. Dessner, Matt Berninger)
3. Amazing – 4:05
4. Plastic Bag – 3:49
5. Blue – 2:33 (Sheeran, Foy Vance)
6. American Town – 3:18
7. That's on Me – 3:47
8. Page – 3:51
9. Midnight – 2:59
10. Spring – 2:58 (Sheeran, A. Dessner, Bryce Dessner)
11. Punchline – 3:26
12. When Will I Be Alright – 2:55
13. The Day I Was Born – 4:12
14. Head > Heels – 4:13

CD bonus nella Fan Living Room Sessions Edition
1. Magical (Live from Brantlie's Living Room) – 2:54
2. England (Live from Maynard's Living Room) – 3:21
3. Amazing (Live from Kia's Living Room) – 2:54
4. Plastic Bag (Live from Alex's Living Room) – 3:38
5. Blue (Live from Sarom's Living Room) – 2:21
6. American Town (Live from Kari's Living Room) – 3:15
7. That's on Me (Live from Narine's Living Room) – 3:11
8. Page (Live from Deborah's Living Room) – 3:31
9. Midnight (Live from John's Living Room) – 2:31
10. Spring (Live from Emily's Living Room) – 2:33
11. Punchline (Live from Holly's Living Room) – 3:06
12. When Will I Be Alright (Live from Kristen's Living Room) – 2:46
13. The Day I Was Born (Live from Danielle's Living Room) – 3:34
14. Head > Heels (Live from Keira's Living Room) – 3:52

## Classifiche
| Classifica (2023) | Posizione massima |
| ----------------- | ----------------- |
| Australia         | 1                 |
| Austria           | 1                 |
| Belgio (Fiandre)  | 2                 |
| Belgio (Vallonia) | 2                 |
| Canada            | 4                 |
| Croazia           | 4                 |
| Danimarca         | 2                 |
| Finlandia         | 9                 |
| Francia           | 5                 |
| Germania          | 1                 |
| Giappone          | 36                |
| Grecia            | 57                |
| Irlanda           | 2                 |
| Islanda           | 22                |
| Italia            | 15                |
| Lettonia          | 42                |
| Lituania          | 79                |
| Norvegia          | 3                 |
| Nuova Zelanda     | 2                 |
| Paesi Bassi       | 1                 |
| Polonia           | 7                 |
| Portogallo        | 8                 |
| Regno Unito       | 1                 |
| Repubblica Ceca   | 23                |
| Slovacchia        | 55                |
| Spagna            | 15                |
| Stati Uniti       | 4                 |
| Svezia            | 3                 |
| Svizzera          | 2                 |
| Ungheria          | 18                |